# Santa Cruz do Rio Pardo (kommun)
Santa Cruz do Rio Pardo är en kommun i Brasilien.   Den ligger i delstaten São Paulo, i den södra delen av landet, 800 km söder om huvudstaden Brasília. Antalet invånare är 43 929.
Följande samhällen finns i Santa Cruz do Rio Pardo:
- Santa Cruz do Rio Pardo

Trakten runt Santa Cruz do Rio Pardo består i huvudsak av gräsmarker. Runt Santa Cruz do Rio Pardo är det ganska tätbefolkat, med 72 invånare per kvadratkilometer.